# Sergi Guilló
Sergi Guilló Barceló (Elche, 23 de mayo de 1991) es un exfutbolista y entrenador español. Actualmente es el entrenador de la S. D. Huesca de la Segunda División.

## Trayectoria

### Como jugador
Sergi Guilló nació en Elche, Alicante. Comenzó jugando en su cantera en el 2010 con el Elche Ilicitano C. F.
El 8 de junio de 2013 Guilló hizo su debut profesional jugando los últimos 28 minutos de la victoria por 3-1 contra el C. D. Guadalajara, en Segunda División.
El 8 de julio de 2015 ficha por el Real Murcia C. F. una temporada.
En agosto de 2016, firma con el Linares Deportivo.
En julio de 2017, se marcha a Italia para jugar en la Serie C con el Unione Sportiva Recanatese, pero no llegaría a debutar, regresando a España para comenzar su carrera de entrenador en la estructura del Elche C. F..

### Como entrenador
En la temporada 2017-18, se enrola en el fútbol base del Elche C. F., hasta que en la temporada 2019-20 se hace cargo del juvenil "A" del equipo ilicitano.
En la temporada 2020-21, firma como segundo entrenador del Orihuela C. F. de la Segunda B, formando parte de los cuerpos técnicos de Gerard Albadalejo y de Machuca.
En la temporada 2021-22, firma como segundo entrenador del Real Murcia C. F. de la Primera Federación, formando parte del cuerpo técnico de Mario Simón Matías, durante dos temporadas.
El 13 de diciembre de 2023 firma esta vez como entrenador del Orihuela C. F. de la Segunda Federación.
El 12 de junio de 2024, firma por la AD Mérida, equipo perteneciente al Grupo 2 de la Primera Federación.

## Clubes

### Como jugador
| Club              | País   | Año       |
| ----------------- | ------ | --------- |
| Elche CF          | España | 2012-2013 |
| Elche Ilicitano   | España | 2013-2014 |
| Elche Ilicitano   | España | 2014-2015 |
| Real Murcia CF    | España | 2015-2016 |
| Linares Deportivo | España | 2016-2017 |
| US Recanatese     | Italia | 2017      |

### Como entrenador
| Club                        | País   | Año       |
| --------------------------- | ------ | --------- |
| Elche CF Fútbol base        | España | 2017-2019 |
| Elche CF Juvenil A          | España | 2019-2020 |
| Orihuela CF (2º Entrenador) | España | 2020-2021 |
| Real Murcia (2º Entrenador) | España | 2021-2023 |
| Orihuela CF                 | España | 2023-2024 |
| AD Mérida                   | España | 2024-2025 |
| SD Huesca                   | España | 2025-     |